# Республика Центральной Албании
Республика Центральной Албании (алб. Republika e Shqipërisë së Mesme) — государственное образование, существовавшее на части территории современной Албании в 1913—1914 годах.

## История
Во время Первой Балканской войны командовавший обороной Скутари Эссад-паша Топтани — один из крупнейших землевладельцев центральной Албании — сдал город в обмен на поддержку притязаний на титул правителя Албании под сюзеренитетом султана. По окончании войны Временное правительство Албании попыталось перетянуть Топтани на свою сторону, предложив ему пост министра внутренних дел. Он согласился, 1 августа 1913 года прибыл во Влёру за назначением, а затем отбыл в Дуррес, где приступил к формированию якобы правительственной, а на самом деле своей личной жандармерии, одновременно подготавливая почву для выступления при первой благоприятной возможности против Временного правительства.
В сентябре 1913 года в некоторых населённых албанцами районах Косово и Македонии вспыхнуло албанское восстание под лозунгами национального освобождения и воссоединения с Албанией. Оно было подавлено сербскими войсками, которые стали продвигаться вглубь собственно албанской территории, стремясь установить новую «стратегическую границу». Сербское правительство заставил отступить лишь предъявленный Австро-Венгрией 18 октября ультиматум сербскому правительству.
Сентябрьские события вдохновили Топтани на серию сепаратистских действий. К моменту прибытия в Албанию Международной контрольной комиссии в октябре 1913 года он составил список требований к правительствам великих держав, согласно которым в категорической форме предлагалось перенести столицу Албании в Дуррес и отправить в отставку главу Временного правительства И. Кемали. Не дожидаясь согласия Международной контрольной комиссии, Э. Топтани на собрании своих сторонников заявил о разрыве с Влёрой и о создании возглавленного им «Сената Центральной Албании».
Лондонская конференция послов решила, что Албания станет наследственной монархией, и существовавшие на её территории временные правительства стали искать для себя места в новом государственном устройстве. На переговорах с Международной контрольной комиссией Э.Топтани сумел выговорить для себя в качестве предварительных условий пост главы делегации, приглашающей Вильгельма Вида на албанский престол, престижное место в новой администрации, а также невмешательство Международной контрольной комиссии во внутренние дела его «государства» вплоть до прибытия княжеской четы и формирования правительства. Только после получения соответствующих гарантий Топтани согласился официально сложить свои полномочия 12 февраля 1914 года в Дурресе в присутствии всех представителей великих держав.